# Golden Crown
Golden Crown – istniejący w latach 1958–1979 reprezentacyjny zespół akrobacyjny Imperialnych Irańskich Sił Powietrznch.

## Historia
Grupa wzorowała się na stacjonującym w Niemczech zespole United States Air Forces in Europe Skyblazers (1949-1962). Kontakty z zespołem USAFE nawiązał personel IIAF, który od 1955 szkolił się na samolotach F-84 w tej samej bazie, z której korzystali Amerykaninie, dzięki czemu mogli oni gościć na pokazach i treningach grupy. Po odbyciu 72 sesji treningowych Golden Crown wystąpił po raz pierwszy publicznie w 1958 roku. Grupa wykorzystywała kolejne standardowe dla sił powietrznych samoloty myśliwskie: F-84G (od 4 do 9 sztuk), F-86F (od 4 do 6 sztuk), F-5A (od 5 do 6 sztuk) i F-5E (od 7 do 8 sztuk). Golden Crown rozwiązano wraz z końcem IIAF, po rewolucji islamskiej w 1979. Twórcę grupy, generała Nadera Jahanbaniego, rozstrzelano w miesiąc po zakończeniu rewolucji.

## Samoloty

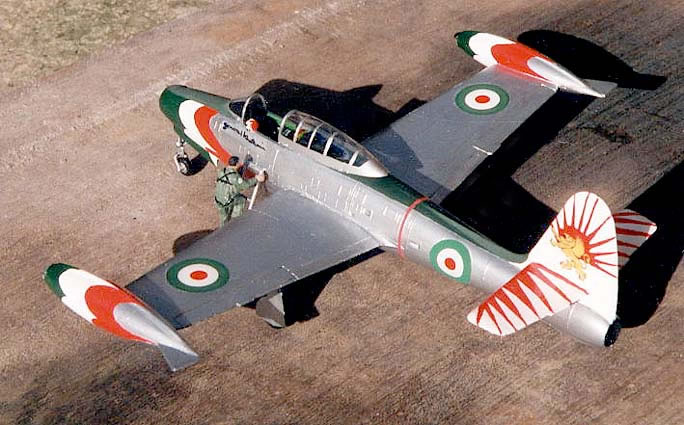
F-84G Thunderjet (1958-1960)
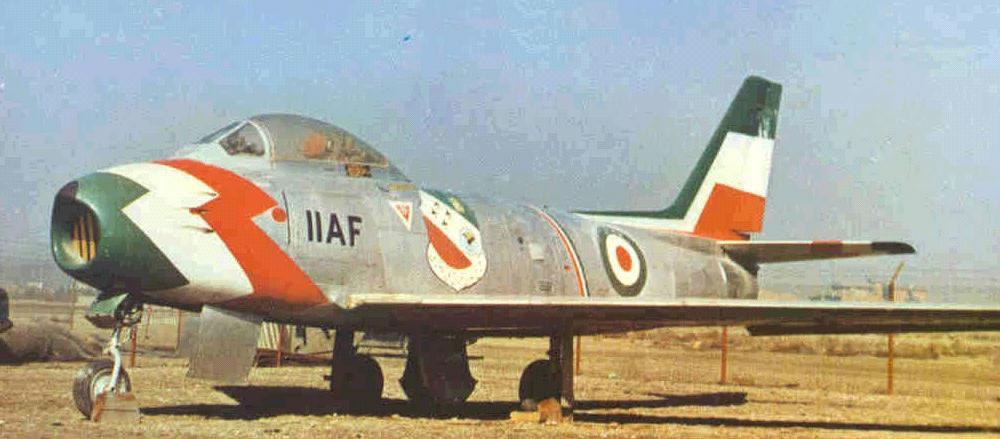
F-86F Sabre (1961-1970)
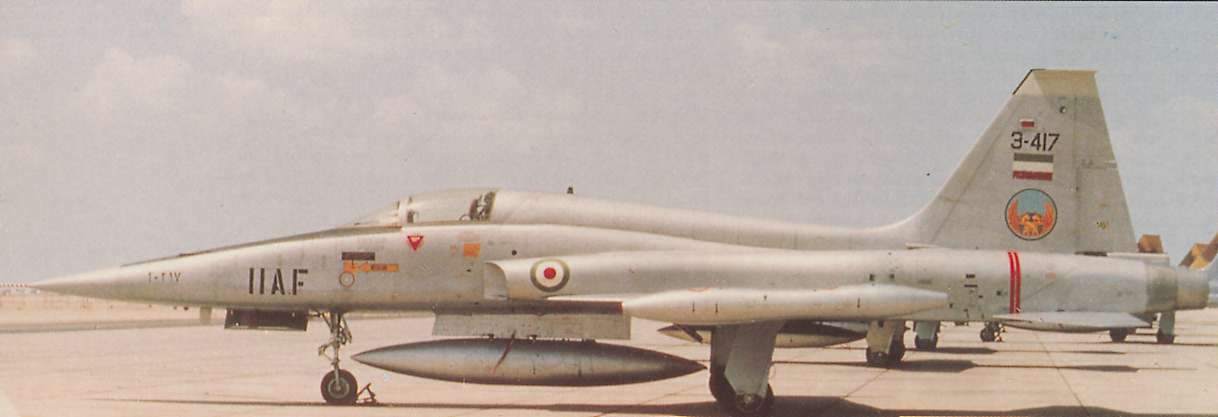
F-5A Freedom Fighter (1967-1975)